# Georg Listing
Georg Moritz Hagen Listing (født 31. marts 1987 i Halle, Tyskland) er bassist i gruppen Tokio Hotel. Sammen med trommeslager Gustav Schäfer, forsanger Bill og guitarist Tom Kaulitz dannede de bandet Devilish. (Efter bandet blev opdaget af pladeselskabet, blev band-navnet skiftet til Tokio Hotel)
Georg spiller på en Sandberg-bas.